# مكتبة فولجر الشكسبيرية
مكتبة فولجر الشكسبيرية (بالإنجليزية: Folger Shakespeare Library) هي مكتبة بحث مستقلة تقع في كابيتول هيل في واشنطن العاصمة في الولايات المتحدة الأميركية. لها أكبر مجموعة من أعمال مطبوعة لوليم شكسبير في العالم، وهي مورد أولية لمواد نادرة من الحقبة الحديثة المبكرة (1500-1750). المكتبة أنشأها هنري كلاي فولجر بالاشتراك مع زوجته أميلي كلاي فولجر. افتتحت عام 1932، بعد وفاته بسنتين.
تقدم المكتبة برامج بحثية متقدمة ومساعدة وطنية لمدرسي مدارس ابتدائية إلى ثانوية عما يتعلق بتدريس شكسبير. ومن ضمن الأداءات والمناسبات الأخرى في مكتبة فولجر هناك مسرح فولجر الذي حاز بجوائز وينتج مسرحيات مستوحاة من شكسبير؛ وجوقة فولجر، المجموعة المقيمة بها المكرسة للموسيقى القديمة؛ سلسلة شعر؛ سلسلة القراءة؛ وندوات محاضرات ومناسبات عائلية. لها كذلك عدة إصدارات، بما فيها نسخ مكتبة فولجر الشكسبيرية لمسرحيات شكسبير ومجلة مكتبة فولجر الفصلية. مكتبة فولجر الشكسبيرية رائدة في مناهج التحافظ على مواد نادرة.
المكتبة ممولة ومدارة بصورة خاصة من طرف أمناء كلية أمهرست. مبني المكتبة مسجل في السجل الوطني للأماكن التاريخية.

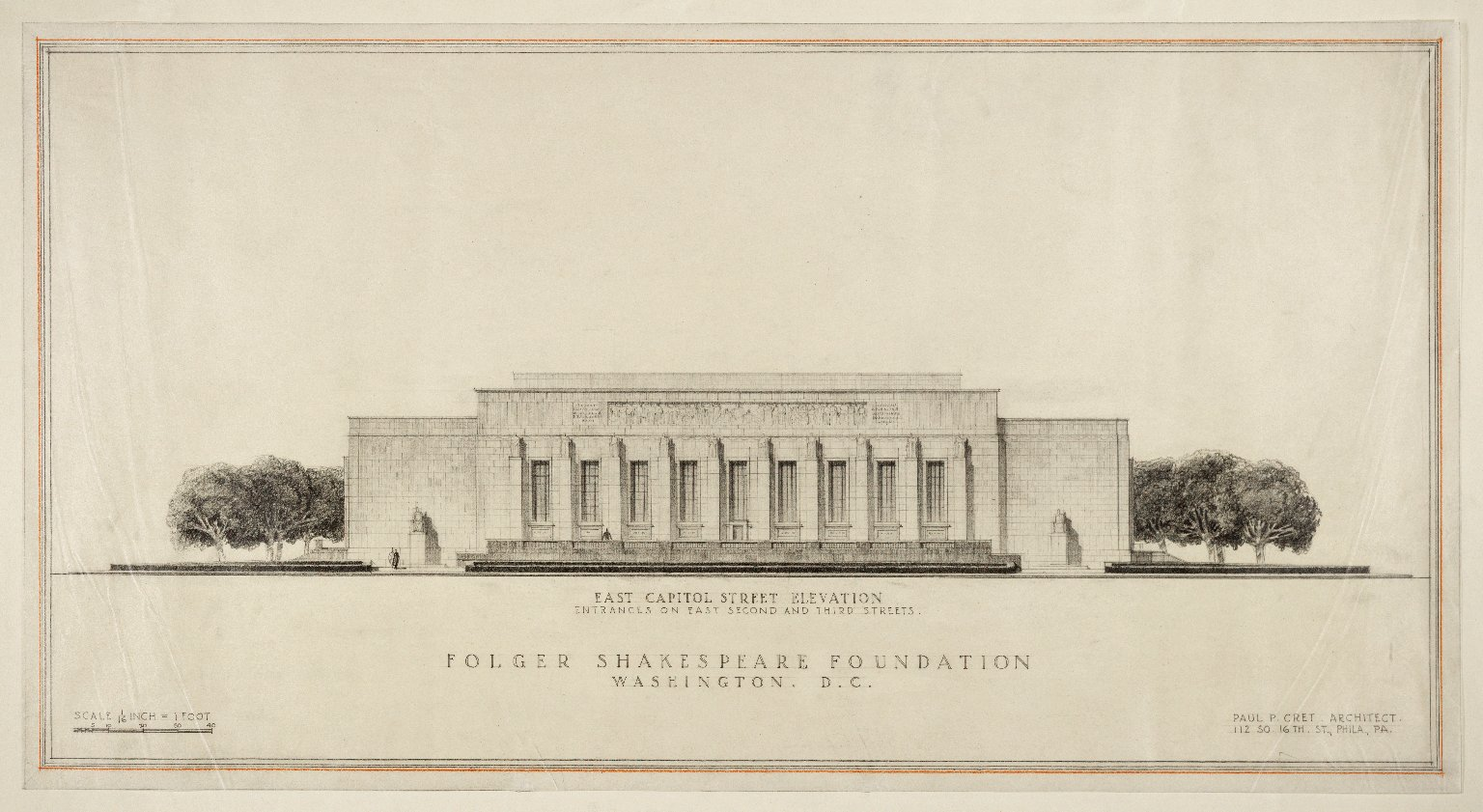
تصميم بول فيليب كرات الأصلي للواجهة الشرقية لمبني مكتبة فولجر الشكسبيرية، مطلع عقد 1930

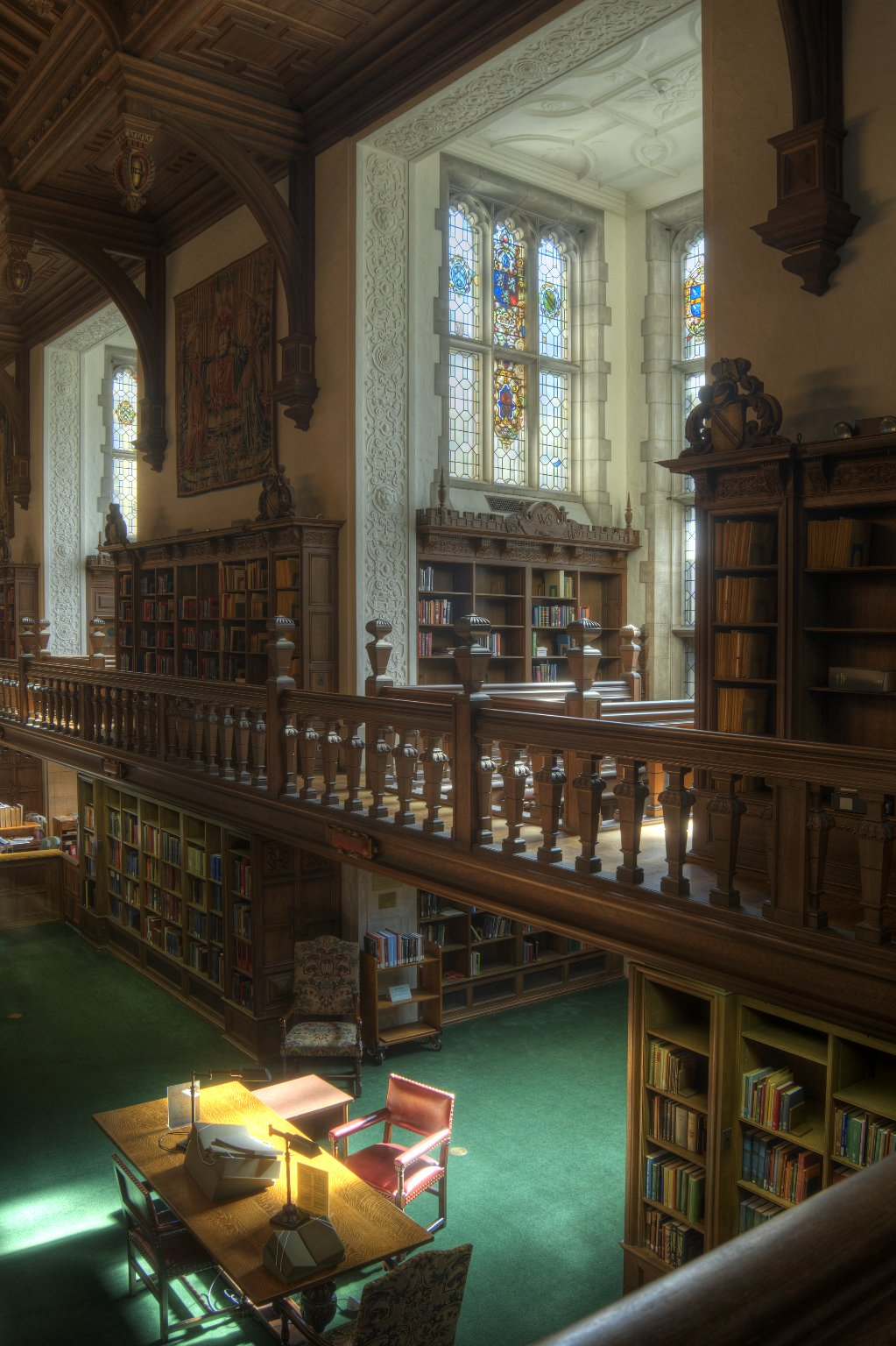
غرفة غايل كرن باستر للقراءة

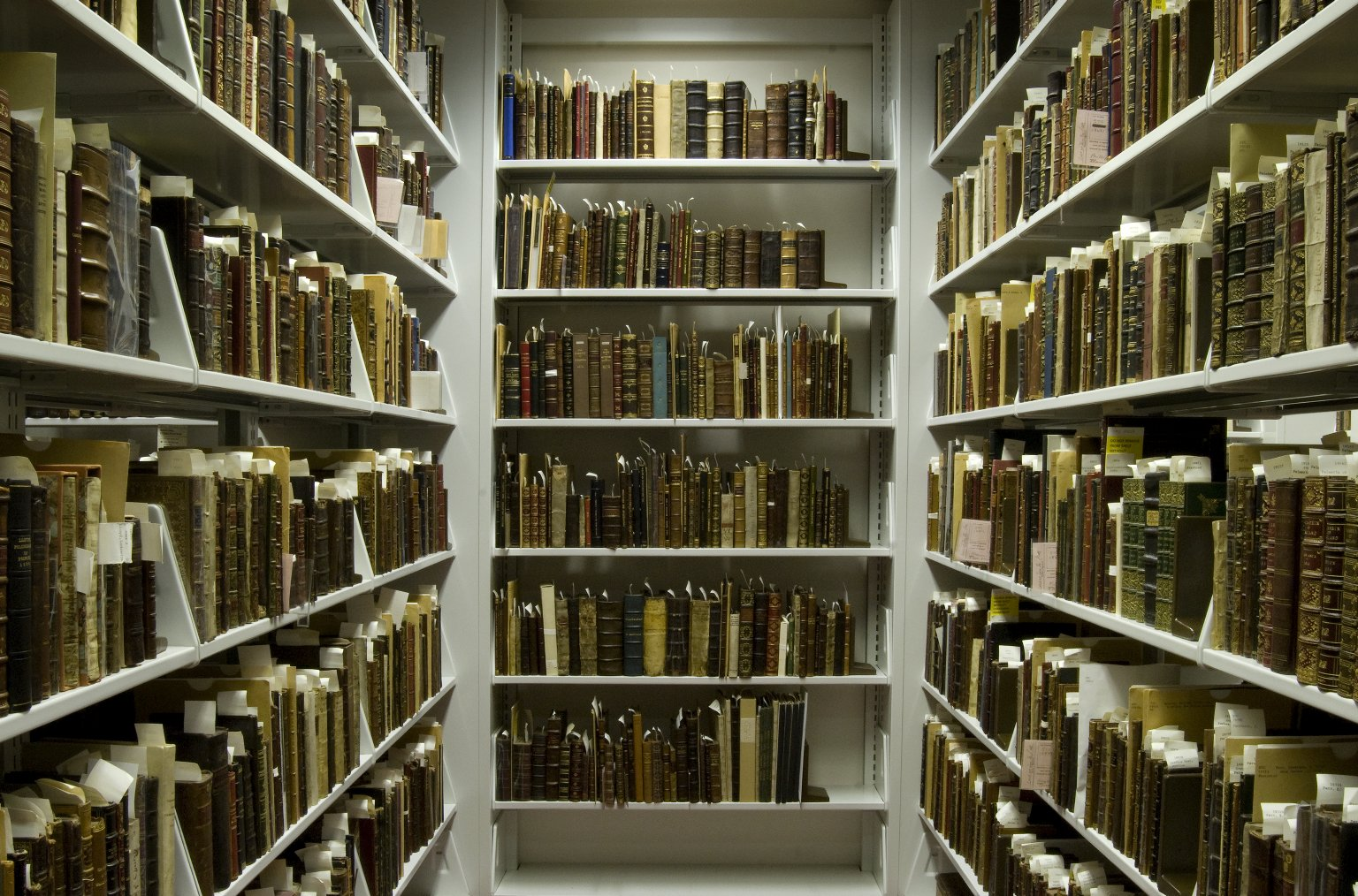
كتب نادرة مختزنة في حجرة فولجر الحصينة